# Kungälvs distrikt
Kungälvs distrikt är ett distrikt i Kungälvs kommun och Västra Götalands län. 
Distriktet ligger i och omkring Kungälv. 

## Tidigare administrativ tillhörighet
Distriktet inrättades 2016 och utgörs av en del av området som Kungälvs stad omfattade fram till 1971, delen som staden utgjorde före 1952.
Området motsvarar den omfattning Kungälvs församling hade 1999/2000 och fick 1992.